# The London Howlin’ Wolf Sessions
The London Howlin’ Wolf Sessions ist das fünfte Studioalbum des US-amerikanischen Blues-Musikers Howlin’ Wolf, das im August 1971 bei Chess Records (in Großbritannien bei Rolling Stones Records) erschien. Es wurde von Norman Dayron produziert.
Auf der Platte, die in den frühen Mai-Tagen des Jahres 1970 aufgenommen wurde, musiziert Howlin’ Wolf mit den Bluesrock-Größen der damals aktuellen Charts. So sind nicht nur Eric Clapton und Hubert Sumlin auf dem Album zu hören, sondern auch die Rolling-Stones-Mitglieder Ian Stewart, Charlie Watts und Bill Wyman, sowie Steve Winwood und der ehemalige Beatle Ringo Starr.
Musikalisch bewegt sich Wolf mit seinen Gaststars zurück zu seinen Wurzeln. Die vorherigen Werke (The Howlin’ Wolf Album, Message to the Young) waren eine Kreuzung von Bluesmusik mit psychedelischen Rock gewesen, der nicht nur wenig Resonanz in den Charts hatte, sondern auch künstlerisch nicht alle Kritiker und Fans überzeugen konnte. Mit den London Sessions geht Wolf zurück zu den Klangfarben des Chicago Blues.
In den Billboard-200-Charts belegte das Album in seinem Höchststand jedoch nur den 79. Platz.

## Entstehung und Veröffentlichung
Die Idee, Howlin’ Wolf auf einem Album mit zeitgenössischen Bluesrockern zusammenzubringen, ging auf den Chess-Produzenten Norman Dayron zurück, der nach einem Auftritt der Paul Butterfield Blues Band, Electric Flag und Cream mit Mike Bloomfield und Eric Clapton hinter der Bühne Scherze machte und letzterem offerierte, ein Album mit Howlin’ Wolf aufzunehmen. Als Clapton bewusst wurde, dass das Angebot echt war, nahm er an.
Es war auch Clapton, der die Teilnahme der Rolling-Stones-Musiker Stewart, Wyman und Watts arrangierte, während sich Dayron um weitere Sessionmusiker kümmerte. Unter ihnen befand sich der erst 19-jährige Mundharmonikaspieler Jeffrey M. Carp, der kurz nach den Sessions verstarb. Marshall Chess soll sich zunächst dagegen gewehrt haben, den langjährigen Wolf-Gitarristen Hubert Sumlin extra nach England einfliegen zu lassen, doch Clapton bestand darauf, dass Sumlin an den Sessions teilnahm. Die eigentlichen Sessions fanden vom 2. bis 7. Mai 1970 statt.
Nicht alle Musiker waren an allen Tagen verfügbar, weshalb es immer wieder dazu kam, dass andere Musiker einsprangen, wie etwa Ringo Starr und Klaus Voormann.
Das fertige Album erschien schließlich im August 1971. Es erhielt gute Kritiken und konnte sich in den Billboard-Hitparaden platzieren. In der Sparte speziell für Blues-Platten belegte es sogar Platz 6, als es 2003 als CD mit Bonustracks wiederveröffentlicht wurde.

## Titelliste
Alle Stücke wurden von Chester Burnett alias Howlin’ Wolf verfasst; bei Ausnahmen sind die Autoren nach dem Songtitel genannt.
| 1. Rockin’ Daddy – 3:43 2. I Ain’t Superstitious (Willie Dixon) – 3:34 3. Sittin’ on Top of the World – 3:51 4. Worried About My Baby – 2:55 5. What a Woman! (James Oden) – 3:02 6. Poor Boy – 3:04 1. Built for Comfort (Willie Dixon) – 2:08 2. Who’s Been Talking? – 3:02 3. The Red Rooster (Rehearsal) – 1:58 4. The Red Rooster (Willie Dixon) – 3:47 5. Do the Do (Willie Dixon) – 2:18 6. Highway 49 (Joe Lee Williams) – 2:45 7. Wang-Dang-Doodle (Willie Dixon) – 3:27 | 1. Goin’ Down Slow (James Oden) – 5:52 2. Killing Floor – 5:18 3. I Want to Have a Word with You – 4:07 4. Worried About my Baby (Alternativer Take) – 4:31 5. The Red Rooster (Alternativer Take) – 4:02 6. What a Woman! (Alternativer Take) – 5:10 7. Who’s Been Talking? (Alternativer Take) – 5:51 8. Worried About My Baby (Alternativer Take) – 3:43 9. I Ain’t Superstitious (Alternativer Take) (Dixon) – 4:10 10. Highway 49 (Alternativer Take) – 3:39 11. Do the Do (Alternativer Take) – 5:44 12. Poor Boy (Alternativer Take) – 4:27 13. I Ain’t Superstitious (Alternativer Take) (Dixon) – 3:53 14. What a Woman! (Alternativer Take) – 3:10 15. Rockin’ Daddy (Alternativer Take) – 3:58 |

## Erfolge
| Land               | Platz |
| ------------------ | ----- |
| Vereinigte Staaten | 6     |